# Prome

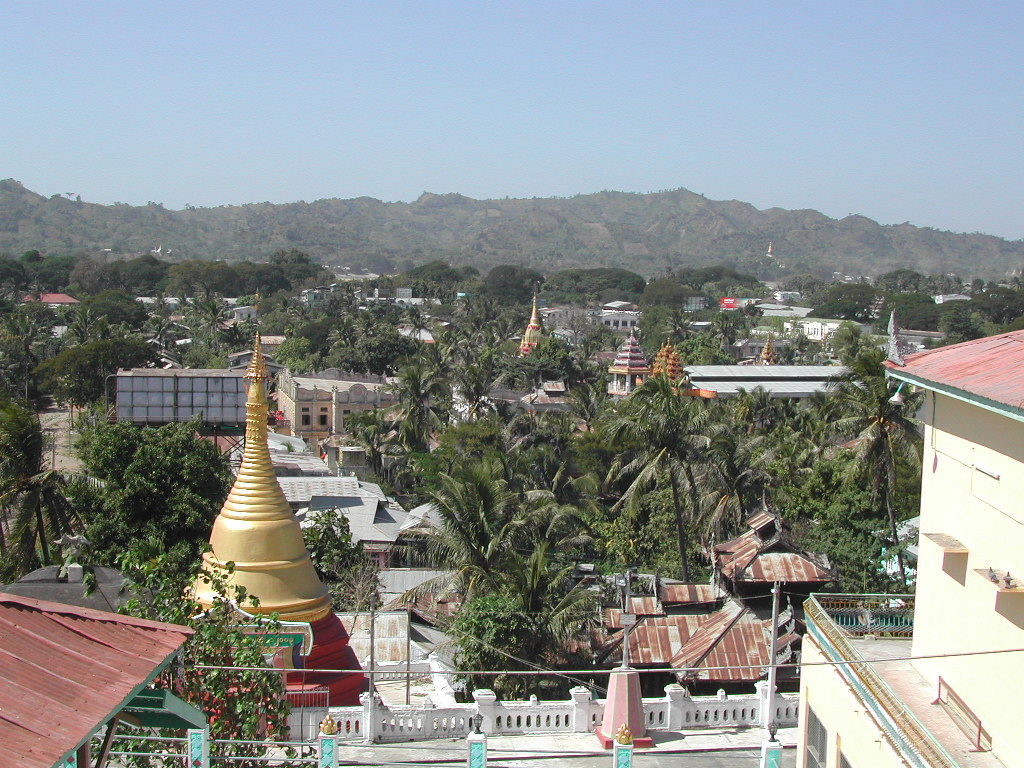
Vista geral desde a Pagoda Shwesandaw

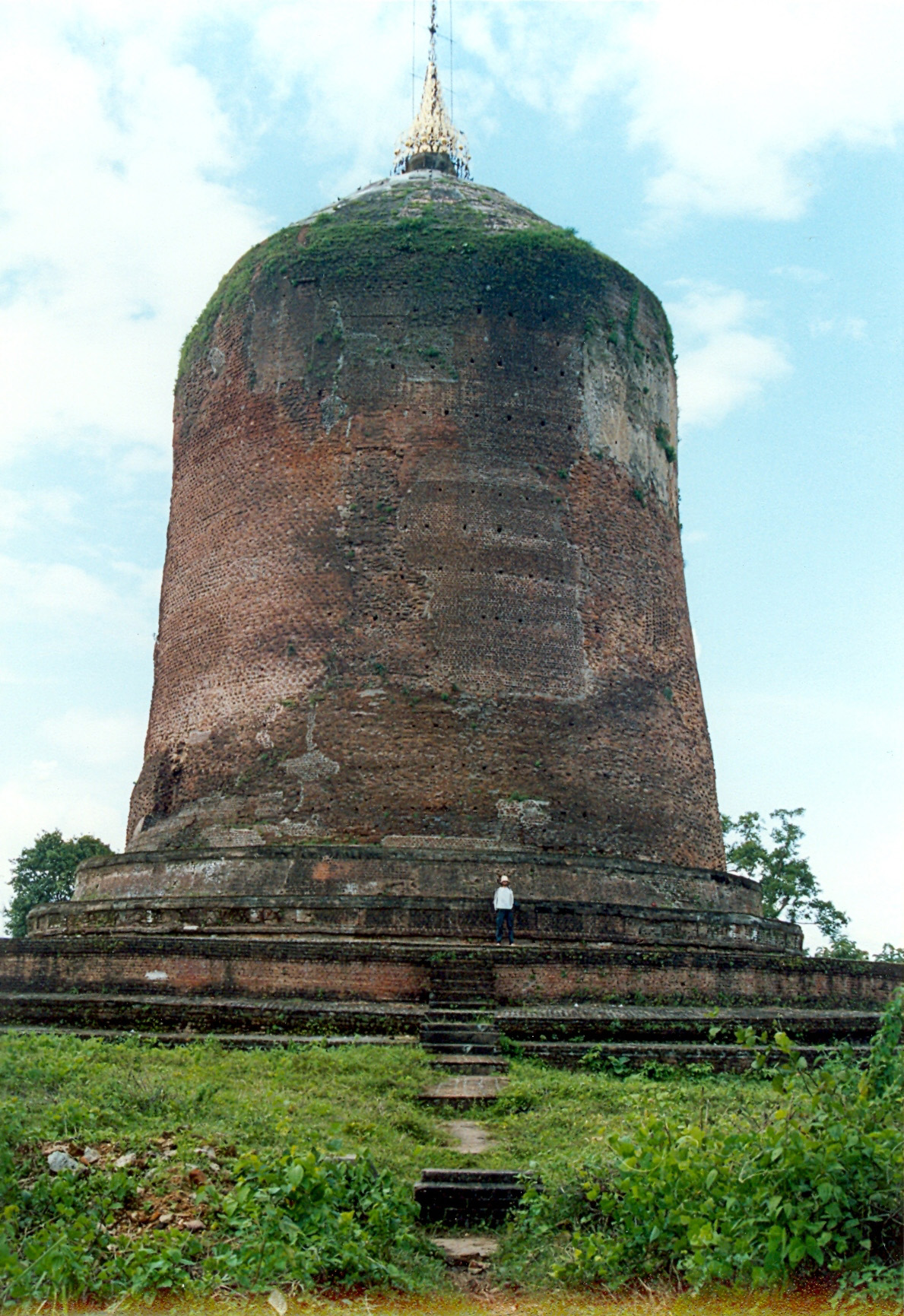
O Bawpawgyi Paya em Hmawza

Prome, hoje Pyay (birmanês ပ္ရည္), é uma cidade e um distrito da Birmânia situados a oeste da divisão de Pegu, 161 Km ao Norte de Rangoon. A sua população era de 83 000 habitantes em 1983.
A alguns quilómetros da velha cidade de Prome encontra-se a aldeia de Hmawza, sítio da antiga capital do reino pyu de Sri Ksetra (séculos VII - XI). A nova cidade foi fundada pelos británicos no fim do século XIX, para servir de porto fluvial intermediário entre a Alta Birmânia e a Baixa Birmânia.

## Geografia
O norte e o nordeste do districto são accidentados e cobertos de florestas. Formam a bacía do rio Naweng, que desagúa no Irrawaddy. No sul e sudoeste, planícies aluviais estende-se de cada lado da via do caminho de ferro.
Os principais rios são o Irrawaddy, qua atravessa o districto de norte a sul, e seus afluentes o Thani e o Naweng.
O clima é mais seco que o dos outros districtos de Baixa Birmânia, com chuva anual de 1,20 m. As temperaturas vão de 15° C em Janeiro a 38° C em Junho.

## História
Thayekhettaya (hoje Hmawza) foi fundada pelos Pyus pelos anos de 638. Capital do reino de Sri Ksetra, foi destruída pelos Môns ao fim do século VIII, e depois conquistada pelo rei de Pagan Anawrahta em 1057.
A nova cidade construída à proximidade, Pyi (em birmanês : "capital"), encontrou-se se trouva segundo as épocas na área de influencia dos Birmaneses, dos Shans ou dos Môns.
Depois da formação do Reino do Pegu (1369-1539), o rei da Birmânia Tabinshwehti apoderou-se de Pyi em 1542; a Dinastia Taungû conservou a cidade até a revolta môn de 1740. O bréve período de independencia dos Môns acabou com a queda de Pegu em frente ao rei Alaungpaya em 1757, e o último sobresalto, centrado sobre Pyi, foi esmagado o ano seguinte com a tomada da cidade.
Pyay já foi o centro de um pequeno reino que caiu após a conquista do Pegu, em 1758, pelo rei Alaungpaya, da dinastia Konbaung eles conservaram Pyi até às Guerras anglo-birmanesas. A cidade foi tomada pelos britânicos, que a chamavam Prome (do nome que aparece nos textos portugueses do século XVII) em 1825 e novamente em 1852, em ambas as ocasiões, com quase nenhuma oposição, a cidade tornou-se parte do território britânico, após a Segunda Guerra Anglo-Birmanesa.
Em 1862, ela foi quase completamente arrasada por um incêndio, e reconstruída com sua forma moderna, com grandes avenidas. Em 1874, obteve o estatuto de municipio.

## Agricultura
A produção de base é o arroz; depois vêm o algodão, tabaco, e a cana de açúcar. As maçãs locais têm grande reputação.

## Educação
Pyay tem 2 universidades: a "Pyay University" (PU), perto do centro da cidade, e a "Pyay Technical University" (PTU) a alguns quilómetros, como o "Government Computer College" (GCC). As outras cidades do districto são Shwedaung e Paungde.

## Monumentos
Além da relíquias de Hmawza a alguns quilómetros, a cidade possui várias pagodas e stupas antigas, como, sobre uma pequena serra a sudeste, o Pagode Shwesandaw, importante lugar de peregrinação budista.

## Vêr também
- Bagan
- Pegu
- Sri Ksetra